# Шевченко Володимир Лукич
Володимир Лукич Шевченко (1904, місто Васильків Київської губернії, тепер Київської області — розстріляний 3 вересня 1937, Київ) — радянський партійний діяч, завідувач сільськогосподарського відділу ЦК КП(б)У. Кандидат у члени ЦК КП(б)У в червні — серпні 1937 р.

## Біографія
Працював робітником. Член РКП(б) з 1925 року.
Перебував на відповідальній партійній роботі.
У 1936 — серпні 1937 року — завідувач сільськогосподарського відділу ЦК КП(б)У.
У 1937 році заарештований органами НКВС. 25 серпня 1937 року засуджений до вищої міри покарання, розстріляний, похований у Биківнянському лісі. Посмертно реабілітований 28 травня 1957 року.